# Ludlow Castle (parish)
Ludlow Castle var en civil parish från 1858 till 1901 då den blev en del av Ludlow, i grevskapet Shropshire, i England. Civil parish hade 5 invånare år 1901.